# "B"ORDERLESS
『"B"ORDERLESS』（ボーダーレス）は、日本のシンガーソングライターである氷室京介の12枚目のオリジナル・アルバム。
2010年9月8日にEMIミュージック・ジャパンのCapitol Musicレーベルからリリースされた。前作『IN THE MOOD』（2006年）よりおよそ3年10か月ぶりとなるオリジナル・アルバムである。作詞はTAKUROおよび松井五郎、SPINが担当しており、作曲およびプロデュースは氷室が担当している。
レコーディングは日本国内およびアメリカ合衆国にて行われ、一部作詞をGLAY所属のTAKUROが担当している事や、マイ・ケミカル・ロマンスやアダム・ランバートのカバー曲を収録している事などを特徴としている。また、一部の曲でゼム・クルックド・ヴァルチャーズにおいてベーシストとして活動していたアラン・ヨハネスが参加している。音楽性は氷室の日本人である部分と、アメリカに居住した事で得た経験を融合させる事、これまでの作品以上にロックテイストを追求する事を目的に制作された。
本作からは先行シングルとして氷室自身が出演したアサヒ飲料「グリーンコーラ」のコマーシャルソングとして使用された「BANG THE BEAT」がシングルカットされた。本作はオリコンアルバムチャートにおいて最高位第3位となり、売り上げ枚数は10万枚を超えたため日本レコード協会からゴールド認定を受けている。氷室は2016年に実施された「KYOSUKE HIMURO LAST GIGS」を以ってライブ活動引退となり、その後にリリースがないため本作が最後のオリジナル・アルバムとなっている。

## 背景
前作『IN THE MOOD』（2006年）リリース後、氷室は「KYOSUKE HIMURO TOUR 2007 ～IN THE MOOD～」と題したコンサートツアーを2007年2月24日の市原市市民会館からツアーファイナルとなった7月8日のさいたまスーパーアリーナ公演までの30都市全47公演を実施、約12万人を動員した。ツアー終了直後の7月16日には小林武史やMr.Childrenの桜井和寿などが主宰するライブイベント「ap bank fes '07」にシークレットゲストとして参加し、「B・E・L・I・E・V・E」（アルバム『BEAT EMOTION』（1986年）収録）および「CALLING」（アルバム『NEO FASCIO（1989年）収録）を歌唱した。
ソロデビュー20周年となる2008年の年明けにはレコーディングの準備が進められ、6月11日にそれまでの全シングル曲を収録したベスト・アルバム『20th Anniversary ALL SINGLES COMPLETE BEST JUST MOVIN' ON 〜ALL THE-S-HIT〜』をリリースし、オリコンアルバムデイリーチャートにて1位を獲得した。氷室によるオリコンチャートでの1位獲得はアルバム『I・DÉ・A』（1997年）以来10年半ぶりとなった。この結果によりアルバムでの1位獲得数が10作となり、グループ出身のソロアーティストとしては山下達郎の9作を上回ったため歴代単独1位となった。また同日に前年のコンサートツアーの模様を収録したライブビデオ『KYOSUKE HIMURO TOUR 2007"IN THE MOOD"』をリリースし、こちらもオリコンチャート初登場1位を獲得した。
同年には「KYOSUKE HIMURO 20th ANNIVERSARY TOUR 2008 JUST MOVIN'ON-MORAL～PRESENT-」と題したコンサートツアーを7月20日のさいたまスーパーアリーナからツアーファイナルとなった9月28日の神戸ワールド記念ホールまで、12都市全23公演を実施、約20万人を動員した。本ツアーの内、9月1日および9月2日の日本武道館公演の模様は10日後の9月13日に「20th Anniversary TOUR 2008 JUST MOVIN'ON SPECIAL LIVE IN BUDOKAN MAXIMUM!! -OFFICIAL PIRATES MIX-」として公式サイトにて異例の早さで配信された。また、9月21日の北海道立総合体育センターきたえ～る公演にはシークレットゲストとしてGLAYが登場し、「ANSWER」（2006年）および「SUMMER GAME」（1989年）を演奏した。
2009年1月21日には、WOWOWでの放送後にDVD化を希望する声が多数寄せられた前年のツアーの模様を収録したライブビデオ『20th ANNIVERSARY TOUR 2008 JUST MOVIN' ON -MORAL〜PRESENT-』がリリースされた。また1993年に実施されたコンサートツアーを初映像化した『L’EGOISTE』、2005年末に開催されたカウントダウンライブの模様を収録したDVD『KYOSUKE HIMURO COUNTDOWN LIVE CROSSOVER 05-06 1st STAGE/2nd STAGE』、また過去にリリースされたビデオ作品5タイトルのDVD化も含めて全8タイトルのDVDが連続リリースされた。4月29日にはアメリカのロックバンドであるマイ・ケミカル・ロマンスのボーカリスト、ジェラルド・ウェイとのコラボレーションによる楽曲「Safe And Sound」がiTunes Storeにて配信された。9月19日には矢沢永吉の東京ドーム公演にシークレットゲストとして出演、9月23日にリリースされたアメリカのロックバンドであるAFIのアルバム『クラッシュ・ラヴ』の日本盤ボーナストラックとして、氷室とコラボレーションした楽曲「Miss Murder Duet featuring Kyosuke Himuro」が収録された。9月27日にはチャリティーコンサート「LIVE for LOVE We support WaterAid」に参加した。

## 録音、音楽性と歌詞
本作のレコーディングはアメリカのオーブリー・ロード・スタジオおよびアラン・スタジオの他、日本のアバコクリエイティブスタジオにて行われた。初回限定盤のボーナストラックとして収録された「Safe And Sound」にてマイ・ケミカル・ロマンスとコラボレーションする事となった経緯に関して、氷室は自身の事務所弁護士とマイ・ケミカル・ロマンスの弁護士が友人であった事から始まり、氷室が冗談のつもりでマイ・ケミカル・ロマンスの弁護士に共演依頼の話をしたところ、本人達から好意的な返答があったため実現する事となった。氷室は同バンドがアルバム『ザ・ブラック・パレード』（2006年）の頃は「神懸かり的なオーラがあった非常にカッコいいバンドだった」と述べ、2013年に突如解散した事に関して「非常に残念な思いです」と述べている。
またアダム・ランバートのカバー曲である「Time for miracles」が収録された事に関しては、ランバートが直接の理由ではなく作曲者のアラン・ヨハネスと懇意であった事が理由であると氷室は述べている。ヨハネスはレッド・ツェッペリンやニルヴァーナ、クイーンズ・オブ・ザ・ストーン・エイジのメンバーが終結して誕生したプロジェクト「ゼム・クルックド・ヴァルチャーズ」にてベースを担当していた。洋楽のカバー曲を収録する事に関して氷室は、日本において受け入れられるかどうかを不安視していた面があったため、カバー曲に関しては必ず氷室の実子に感想を聞いており、本作収録のカバー曲に関しては実子からも「かっこいい」と言われた事が嬉しかったと氷室は述べている。また氷室は本作が自身のアルバムの中で最も洋楽寄りな作品であるとも述べている。
氷室は本作に関して、ロサンゼルスに居住し始めてから13年経った事を踏まえて自身の身体に残っている日本人の血と、アメリカの文化圏で生活する事で身に着けた要素をうまく融合させる事、あるいは今までの作品よりもロック・テイストを注入しなくてはならないとの目的で制作したと述べている。また、松井五郎とTAKUROが制作した歌詞に関しては、両者とも全く異なるタイプであると述べ、松井はキュビズムのようにストーリー性よりもあらゆる角度から一つの物事を語ったものが多く、TAKUROは一貫したストーリーがあり感情移入しやすいものになっていると氷室は述べている。また両者に歌詞を依頼した事により、「コントラストがついて面白いアルバムになったと思います」とも述べている。音楽情報サイト『TOWER RECORDS ONLINE』にて音楽ライターの田中大は本作の音楽性を、「（氷室の）真骨頂とも言うべきパワフルなサウンドが連発」とした他、「燻し銀のブルース･フィーリング」、サイケデリック・ロックのよう浮遊感、「精緻なアンサンブル」などが聴きどころであると述べた他、松井やSPIN、TAKUROによる歌詞の世界観もポイントであると述べている。

## リリース、批評、チャート成績
| 専門評論家によるレビュー | 専門評論家によるレビュー |
| レビュー・スコア         | レビュー・スコア         |
| 出典                     | 評価                     |
| ------------------------ | ------------------------ |
| CDジャーナル             | 肯定的                   |
| TOWER RECORDS ONLINE     | 肯定的                   |

本作のリリース告知は2010年8月6日にWeb媒体にて行われ、その後2010年9月8日にEMIミュージック・ジャパンのCapitol MusicレーベルからCDにてリリースされた。リリース日は当初同年9月1日と告知されたが、後に9月8日に変更となった。初回限定盤はデジパック仕様でボーナストラックが2曲収録されている他、ステッカーおよびライブ特別招待席の応募抽選券が封入され、またジャケットおよびブックレットの写真やデザインが通常盤とは異なるものとなっている。8月26日には特設サイトにて先行試聴が開始され、「My Name is "TABOO"」「Rock'n' Roll Suicide」「Doppelganger」「The Distance After Midnight」「Never Cry Wolf」「BANG THE BEAT」の6曲が試聴可能となっていた。同年7月14日には先行シングルとして氷室自身が出演したアサヒ飲料「グリーンコーラ」のコマーシャルソングとして使用された「BANG THE BEAT」がシングルカットされた。
批評家たちからの本作の音楽性に対する評価は概ね肯定的なものとなっており、音楽情報サイト『CDジャーナル』では「疾走感あふれるロック・チューン」のみならず、「穏やかで美しいメロディのバラード」、「ファンキーなビート・ロック・チューン」などが収録されている事に関して「多彩なアレンジが光る」と評価した他、氷室自身が「いま最高にクール」であると感じるサウンドを「余すことなく詰め込んだロック・アルバム」であると肯定的に評価、音楽情報サイト『TOWER RECORDS ONLINE』では、｢Rock'n'Roll Suicide｣を「ライヴ映えするスリリングなナンバー」をした他、｢The Distance After Midnight｣は「ロック･テイストのメロディアスなラブ･ソング」であると指摘した上で「クールなロック･サウンド=ヒムロックが満載」と肯定的に評価した。
本作はオリコンアルバムチャートにおいて最高位第3位の登場回数は13回で売り上げ枚数は8.2万枚となった。また本作はタワーレコードの売り上げチャート「アルバム総合」部門において2010年9月6日付けで渋谷で第6位、新宿で第5位、札幌で第5位、名古屋で第6位、大阪で第3位、福岡で第6位となった他、「ジャパニーズ ロック&ポップス アルバム」部門では9月6日付けで第4位となった。

## ツアー
本作を受けてのツアーは「TOUR2010-11 BORDERLESS "50x50 ROCK'N'ROLL SUICIDE"」と題し、2010年9月4日の市原市市民会館からツアーファイナルとなった2011年2月12日の横浜アリーナ公演まで37都市全50公演を実施、約20万人を動員した。
9月9日の日本武道館公演では本作のリリースとツアー開始を記念したスペシャルバージョンとして、施設内のスタンド席を360度解放し映像などの演出を排除したシンプルな形で行われた。演奏曲は新曲である「BANG THE BEAT」を始めとして本作を中心に全22曲が披露された。12月31日には日本武道館公演を行い、氷室としては3度目となるカウントダウンライブとなった。

## 収録曲
- CDブックレットに記載されたクレジットを参照[36]。

| #         | タイトル                        | 作詞                                       | 作曲                                       | 編曲                                       | 時間  |
| --------- | ------------------------------- | ------------------------------------------ | ------------------------------------------ | ------------------------------------------ | ----- |
| 1.        | 「My name is "TABOO"」          | TAKURO                                     | 氷室京介                                   | アラン・ヨハネス、氷室京介                 | 4:10  |
| 2.        | 「PARACHUTE」                   | TAKURO                                     | 氷室京介                                   | アラン・ヨハネス、氷室京介                 | 3:32  |
| 3.        | 「Rock'n'Roll Suicide」         | 松井五郎                                   | 氷室京介                                   | 氷室京介                                   | 4:19  |
| 4.        | 「Doppelganger」                | 松井五郎                                   | 氷室京介                                   | Y.T.、氷室京介                             | 3:44  |
| 5.        | 「The Distance After Midnight」 | TAKURO                                     | 氷室京介                                   | Y.T.、氷室京介                             | 3:41  |
| 6.        | 「忘れてゆくには美し過ぎる…」   | TAKURO                                     | 氷室京介                                   | Y.T.、氷室京介                             | 4:07  |
| 7.        | 「Sarracenia」                  | 松井五郎                                   | 氷室京介                                   | アラン・ヨハネス、氷室京介                 | 4:44  |
| 8.        | 「Time for miracles」           | アラン・ヨハネス、ナターシャ・シュナイダー | アラン・ヨハネス、ナターシャ・シュナイダー | アラン・ヨハネス、ナターシャ・シュナイダー | 3:06  |
| 9.        | 「Never Cry Wolf」              | 松井五郎                                   | 氷室京介                                   | Y.T.、氷室京介                             | 4:38  |
| 10.       | 「Traumatic Erotics」           | 松井五郎                                   | 氷室京介                                   | Y.T.、氷室京介                             | 3:12  |
| 11.       | 「BANG THE BEAT」               | SPIN                                       | 氷室京介                                   | 小倉博和、氷室京介                         | 4:29  |
| 合計時間: | 合計時間:                       | 合計時間:                                  | 合計時間:                                  | 合計時間:                                  | 43:42 |

| #         | タイトル            | 作詞               | 作曲               | 編曲               | 時間  |
| --------- | ------------------- | ------------------ | ------------------ | ------------------ | ----- |
| 12.       | 「Across The Time」 | 松井五郎           | 氷室京介           | Y.T.、氷室京介     | 4:51  |
| 13.       | 「Safe And Sound」  | ジェラルド・ウェイ | ジェラルド・ウェイ | グレッグ・ウェルズ | 4:46  |
| 合計時間: | 合計時間:           | 合計時間:          | 合計時間:          | 合計時間:          | 53:19 |

## スタッフ・クレジット
- CDブックレットに記載されたクレジットを参照[37]。

### 参加ミュージシャン
- チャーリー・パクソン – ドラムス
- ジャック・アイアンズ – ドラムス
- 山木秀夫 – ドラムス（11曲目）
- ジョッシュ・フリース（英語版） – ドラムス（13曲目）
- アラン・ヨハネス（英語版） – ベース、ギター、パーカッション、バックグラウンドボーカル
- ジョー・アユーブ – ベース
- 美久月千晴 – ベース（11曲目）
- ダン・ロスチャイルド – ベース（13曲目）
- Yukihide"YT"Takiyama – ギター[38]
- 小倉博和 – ギター（11曲目）
- ティム・ピアス（英語版） – ギター（13曲目）
- ナターシャ・シュナイダー – ピアノ、オルガン（8曲目）
- 皆川真人 – キーボード（11曲目）
- パウリーニョ・ダ・コスタ – パーカッション（1, 2, 7, 9, 10曲目）

### 録音スタッフ
- 氷室京介 – プロデューサー、エグゼクティブ・プロデューサー
- クリス・ファーマン – レコーディング・エンジニア、ミキシング・エンジニア
- 平沼浩司 – レコーディング・エンジニア（11曲目）
- アラン・ヨハネス – レコーディング・エンジニア（8曲目）
- ジョー・ズーク – レコーディング・エンジニア（13曲目）、ミキシング・エンジニア（13曲目）
- エディ・シュライヤー – マスタリング・エンジニア

### 制作スタッフ
- Tama – エグゼクティブ・ディレクター
- 鈴木“ゾンビ”祥紀 – プロダクション
- 川上哲男 – プロダクション
- 北塚桂子 – プロダクション
- あきやまゆうじ (BeatNix) – プロダクション
- ジャスティン・リー (JSL Media Group inc.) – U.S.プロダクション
- 後藤由多加 – スーパーバイザー
- 阿部誠（EMIミュージック・ジャパン） – A&R
- 上野ひとみ（EMIミュージック・ジャパン） – マーケティング・プランナー
- 目黒康隆（EMIミュージック・ジャパン） – セールス・プロモーション
- ALL EMI MUSIC JAPAN "HIMURO-GUMI" Staff – プロモーション
- 市井三衛（EMIミュージック・ジャパン） – エグゼクティブ・プロデューサー

### 美術スタッフ
- 丹修一 – アートディレクター、追加写真
- 半沢克夫 – 写真撮影
- 齋藤舟馬（T&Mクリエイティブ） – デザイナー
- 岸雅代 – スタイリスト
- 橋本孝裕 (SHIMA) – ヘアー&メイク・アップ
- とまつもとき (DAY-O) – ロケーション・コーディネーター
- 一村知生 (Air Notes) – シューティング・プロデューサー

## チャート、認定
| チャート         | 最高順位 | 登場週数 | 売上数  | 出典  |
| ---------------- | -------- | -------- | ------- | ----- |
| 日本（オリコン） | 3位      | 13回     | 8.2万枚 | [ 3 ] |

| 国/地域 | 認定組織         | 日付      | 認定     | 売上数   | 出典  |
| ------- | ---------------- | --------- | -------- | -------- | ----- |
| 日本    | 日本レコード協会 | 2010年9月 | ゴールド | 100,000+ | [ 4 ] |

## リリース日一覧
| No. | リリース日   | レーベル                                 | 規格 | カタログ番号 | 備考                                                | 出典         |
| --- | ------------ | ---------------------------------------- | ---- | ------------ | --------------------------------------------------- | ------------ |
| 1   | 2010年9月8日 | EMIミュージック・ジャパン／Capitol Music | CD   | TOCT-26990   | 初回限定盤、デジパック仕様、ボーナストラック2曲収録 | [ 39 ] [ 1 ] |
| 2   | 2010年9月8日 | EMIミュージック・ジャパン／Capitol Music | CD   | TOCT-26991   | 通常盤                                              | [ 28 ] [ 2 ] |